# Jobie Dajka
Jobie Dajka (Bourke, Nova Gal·les del Sud, 11 de desembre del 1981 - Adelaida, 4 d'abril del 2009) va ser un ciclista australià que s'especialitzà en la pista. Del seu palmarès destaquen set medalles als Campionats del Món, una d'elles d'or en Keirin.
Es va perdre els Jocs Olímpics de 2000 de Sydney, i se'l va excloure del camp d'entrenament de preolímpic del 2004 perquè se'l va acusar de mentir als investigadors en el marc del cas de dopatge de Mark French. El seu recurs d'anul·lació d'aquesta decisió i posterior suspensió van ser desatesos.
El 2005 un tribunal el va suspendre per tres anys a causa d'una agressió a l'entrenador nacional de ciclisme en pista, Martin Barras. Aquesta sanció va ser aixecada el 2006 amb la condició que rebés tractament mèdic, ja que assegurava tenir problemes amb l'alcohol i les depressions.
Va ser trobat mort a casa seva el 7 d'abril de 2009.

## Palmarès en pista
- 1999
  -  Campió del món júnior en Velocitat
  -  Campió del món júnior en Velocitat per equips (amb Ben Kersten i Mark Renshaw)
- 2001
  -  Campió d'Austràlia en Keirin
  -  Campió d'Austràlia en Velocitat
- 2002
  -  Campió del món en Keirin
- 2005
  -  Campió d'Austràlia en Velocitat
- 2006
  - Medalla d'or als Jocs de la Commonwealth en Velocitat per equips (amb Sean Eadie i Ryan Bayley)

### Resultats a laCopa del Món
- 2001
  - 1r a Ipoh, en Keirin
  - 1r a Ipoh, en Velocitat
- 2004
  - 1r a la Classificació general i a la prova de Sydney, en Keirin